# Ladislav Babůrek
Ladislav Babůrek (23. srpna 1911, Odunec – 9. ledna 1973) byl český malíř.

## Život
Pocházel z Odunce – malé vesnice na Třebíčsku. V období mezi světovými válkami odešel do Prahy, protože chtěl malovat a studovat výtvarné umění. Ve 30. letech je žákem profesora Vladimíra Sychry. Praha se stala hlavním motivem jeho obrazů. Postupně si získal uznání a stal se členem spolku Marold a později členem Svazu výtvarných umělců. Po válce se jako výtvarník podílel na realizaci československých národních výstav v Paříži, Bruselu a Rotterdamu. Byl členem spolku výtvarných umělců Mánes.
V 50. letech vystoupil na protest proti politickým procesům z Komunistické strany a v polovině padesátých let byl vyloučen ze Svazu výtvarných umělců. V jeho soukromém i tvůrčím životě tak nastalo období, které znamenalo izolaci.
Zásadní zlom nastal v první polovině 60. let, kdy se při malování obrazů na Vysočině seznámil s někdejším ředitelem Okresního kulturního střediska v Třebíči – panem Sedláčkem. Ladislav Babůrek se tak vrátil do svého rodného kraje a začalo nejplodnější tvůrčí období jeho života. Spřátelil se s básníkem Josefem Cinkem, který mu věnoval svoji báseň „Žďárské vrchy“. Náhlá smrt v roce 1973 jej zastihla doslova uprostřed práce a obraz jeho oblíbeného motivu z údolí řeky Jihlávky zůstane navždy nedokončený.

## Výstavy
- Pražský salón,
- Galerie Dílo,
- Žacléř,
- Třebíč 6×,[2]
- Náměšť nad Oslavou,
- Moravské Budějovice,
- Jemnice,
- Okříšky.